# Кянда (Пензенская область)
Кянда — село в Башмаковском районе Пензенской области России. Входило в состав Соломинского сельсовета. С 15 мая 2019 года входит в состав Соседского сельсовета.

## История
Название села очень загадочное, говорят, что раньше село называлось Воробьевка  Тамбовской области. В народе Кянду  называли Китаем, так как в каждой семье было много детей. Примечательна Кянда своими водоемами, есть царь-пруд, находится на возвышенном месте по отношению к большому пруду, который люди сделали когда-то своими руками. Основано помещиком в первой половине 18 века на речке Кянде. Гидроним восходит к чувашскому языческому мужскому имени Кандей, возможно, бытовавшему и у буртасов. Кандея, кандейка — «ендова, деревянная ложка» (В. И. Даль); в географическом понятии — «округлая низина». На некоторых картах — Тянга.
В 1926 году — в составе Громовской укрупненной волости Моршанского уезда Тамбовской губернии. В 1939 году — центр сельсовета Соседского района, средняя школа, на территории сельсовета колхозы имени Ленина, имени Калинина. В 1955 году — Соломенского сельсовета Соседского района, колхоз имени Ленина.

## Население
| 1862 | 1897  | 1926  | 1959  | 1979 | 1989 | 1996 |
| ---- | ----- | ----- | ----- | ---- | ---- | ---- |
| 747  | ↗1477 | ↗2181 | ↘1144 | ↘579 | ↘308 | ↘252 |
| 2002 | 2010  |       |       |      |      |      |
| ↘151 | ↘69   |       |       |      |      |      |

## Фотографии

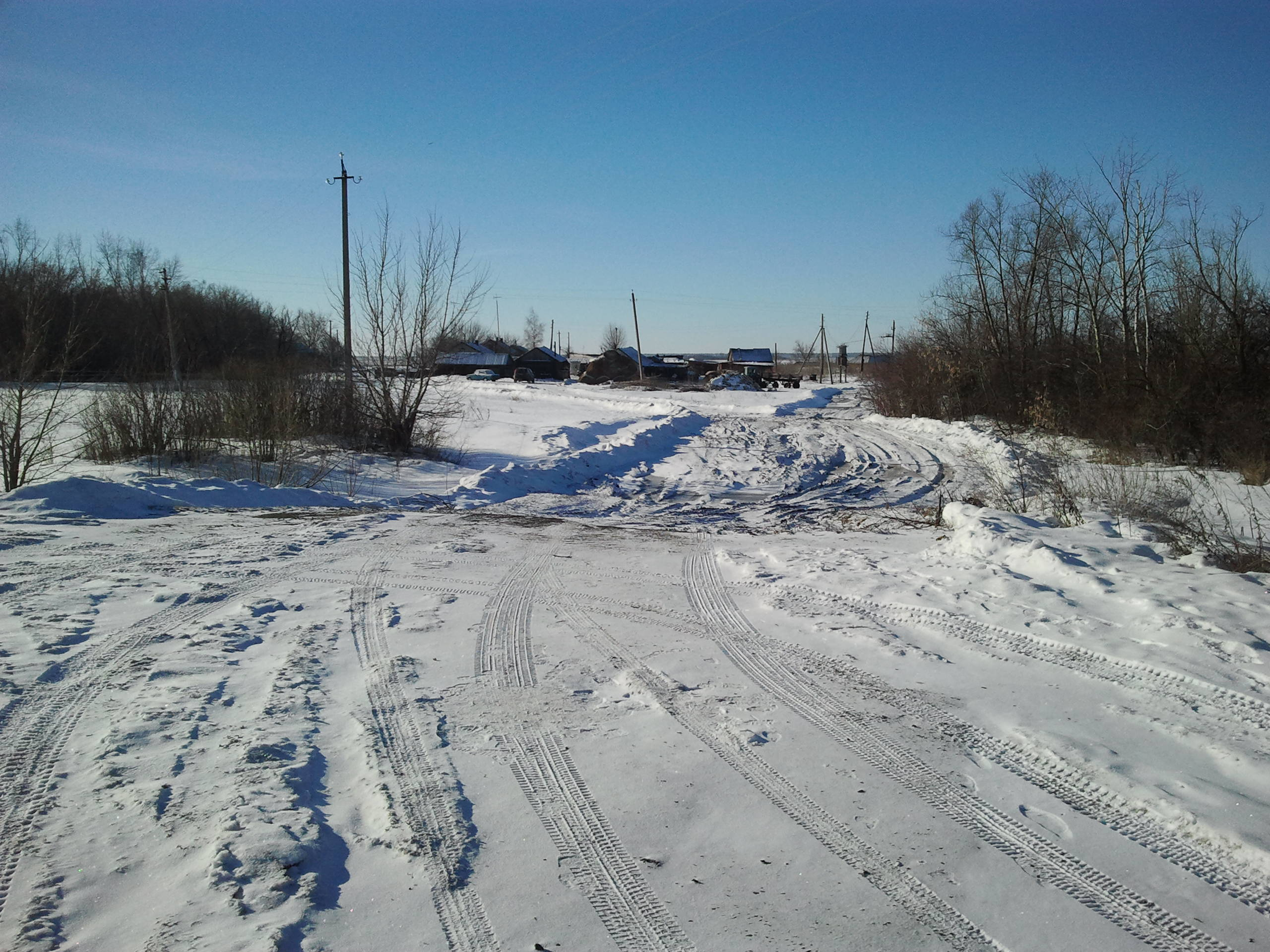
Село Кянда, март 2014 года.
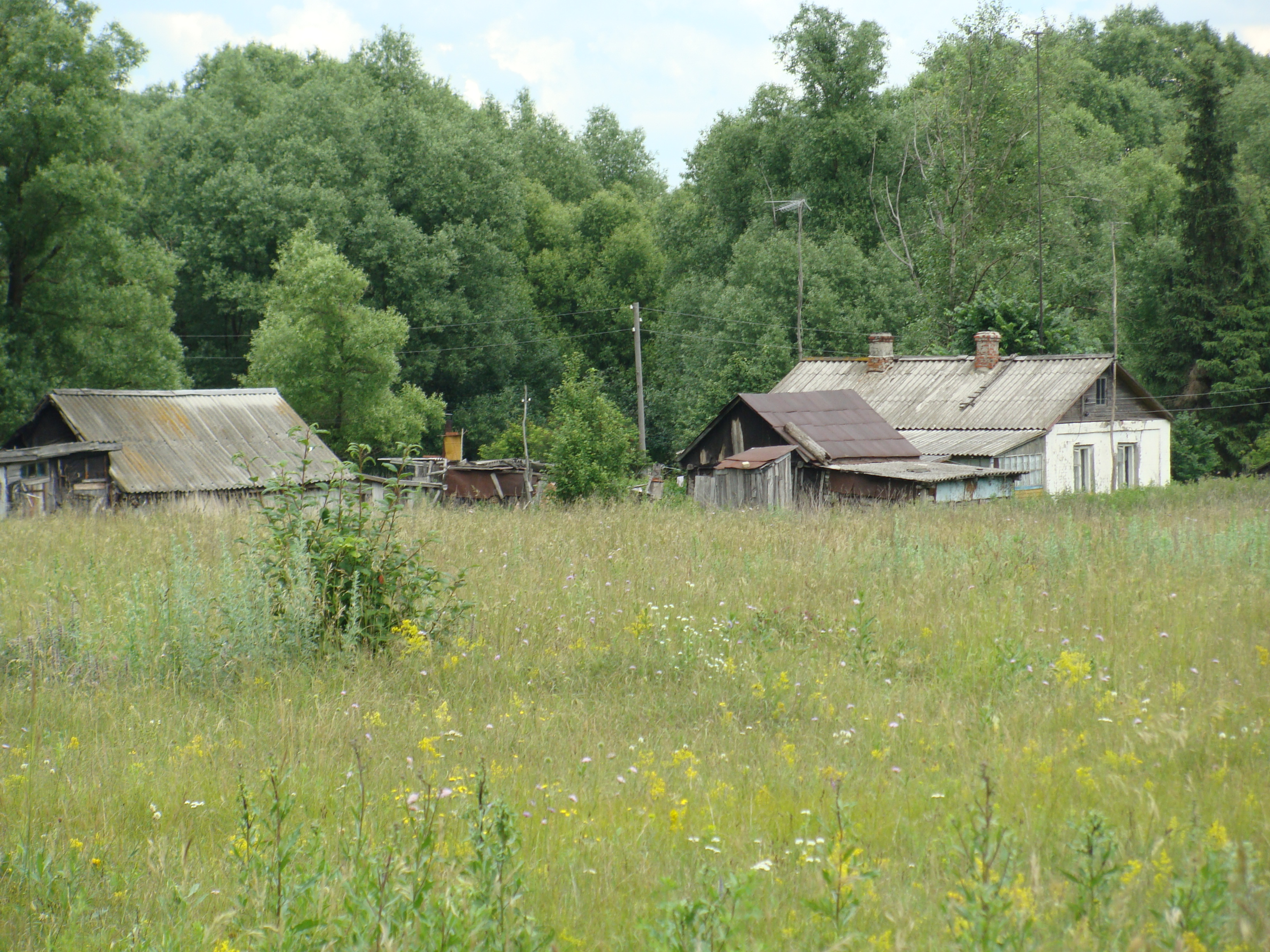
Один из 3-х жилых домов в нижней части села. Здесь живут Кянденские старожилы
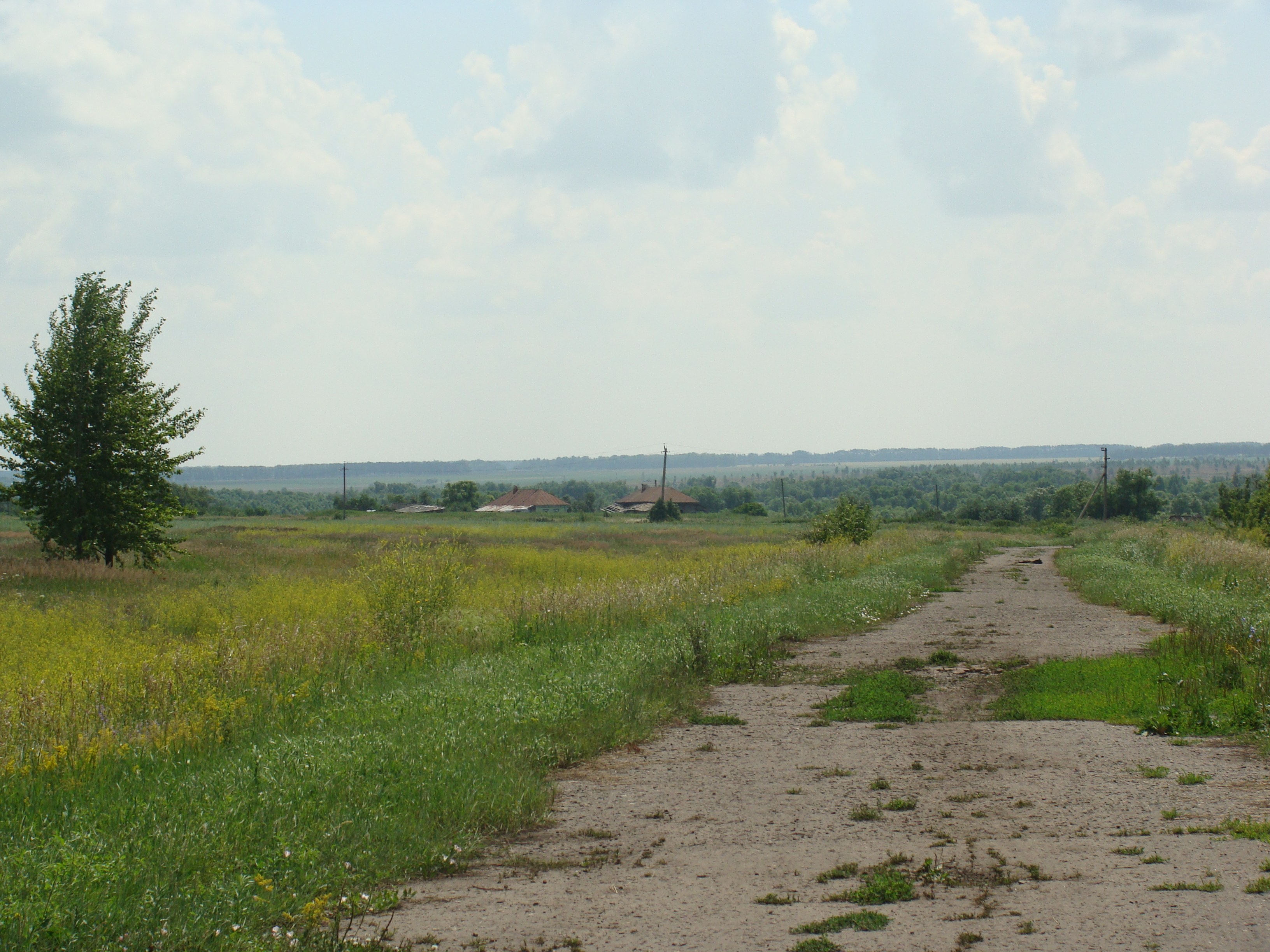
Село Кянда, вид с асфальта. Июнь, 2013-й год
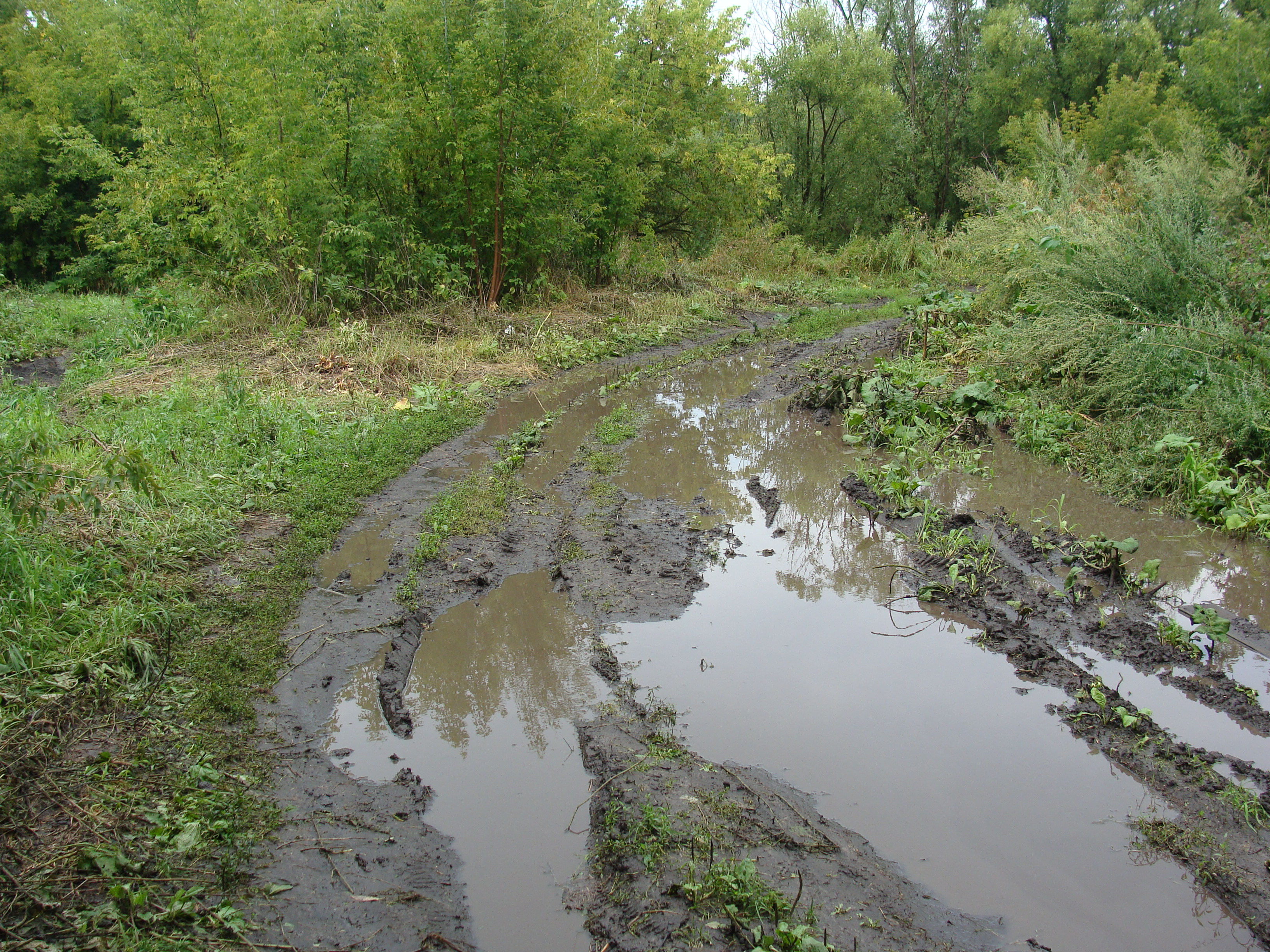
Село Кянда. Дорога в нижней части села. Последствия дождей. Август, 2013 год
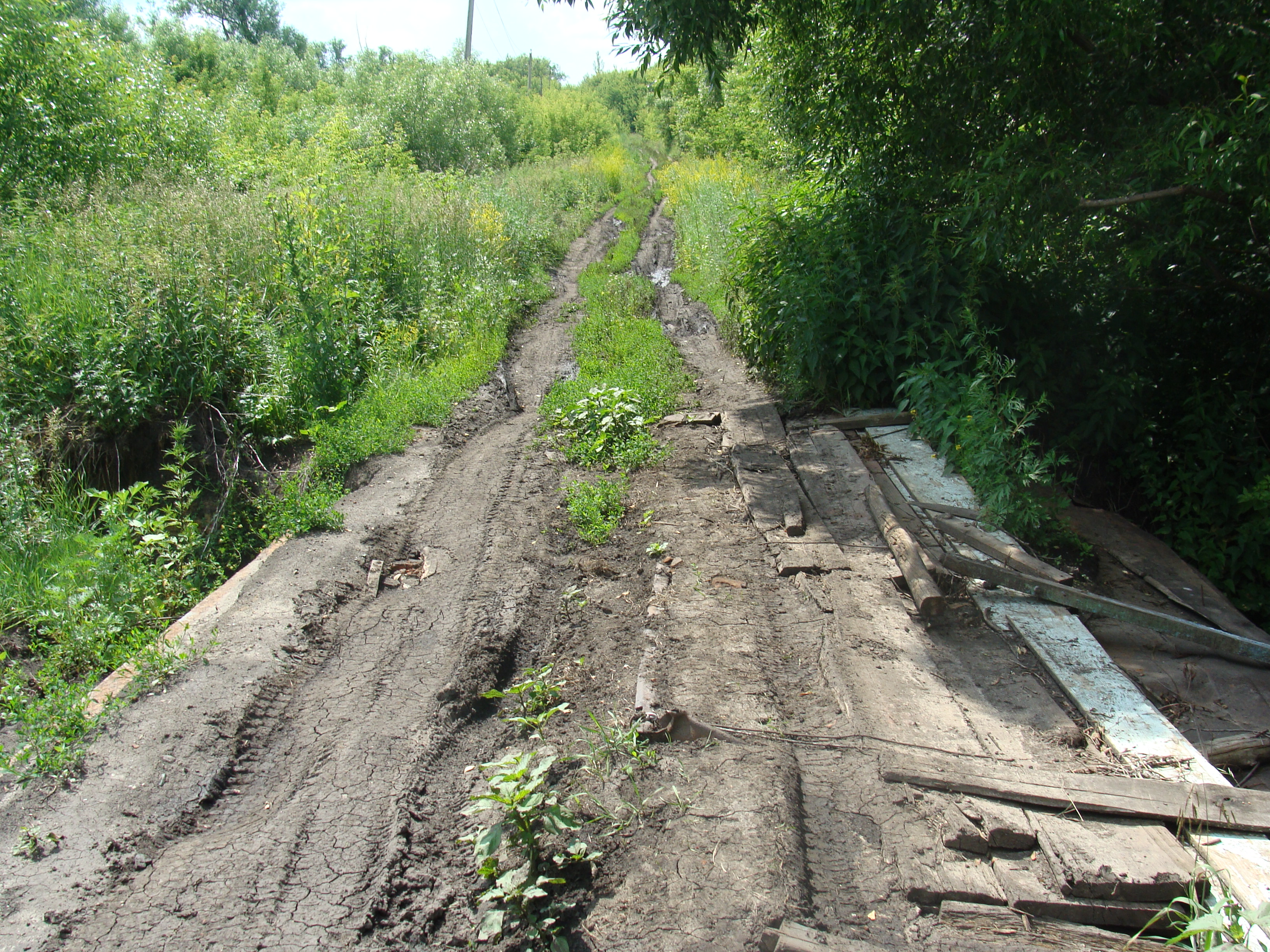
Село Кянда. Дорога в нижней части села. Обваленный мост
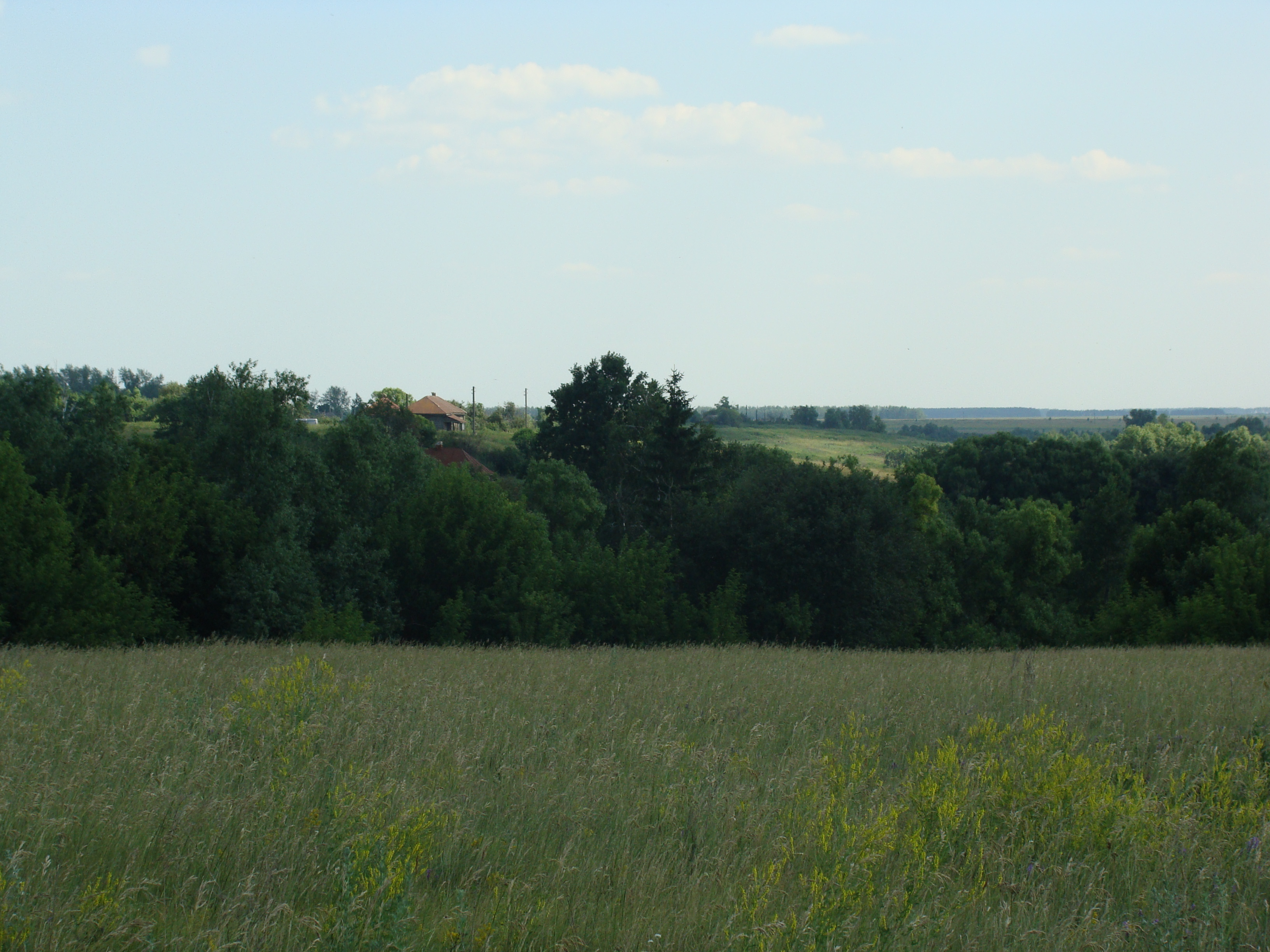
Вид на верхнюю часть села
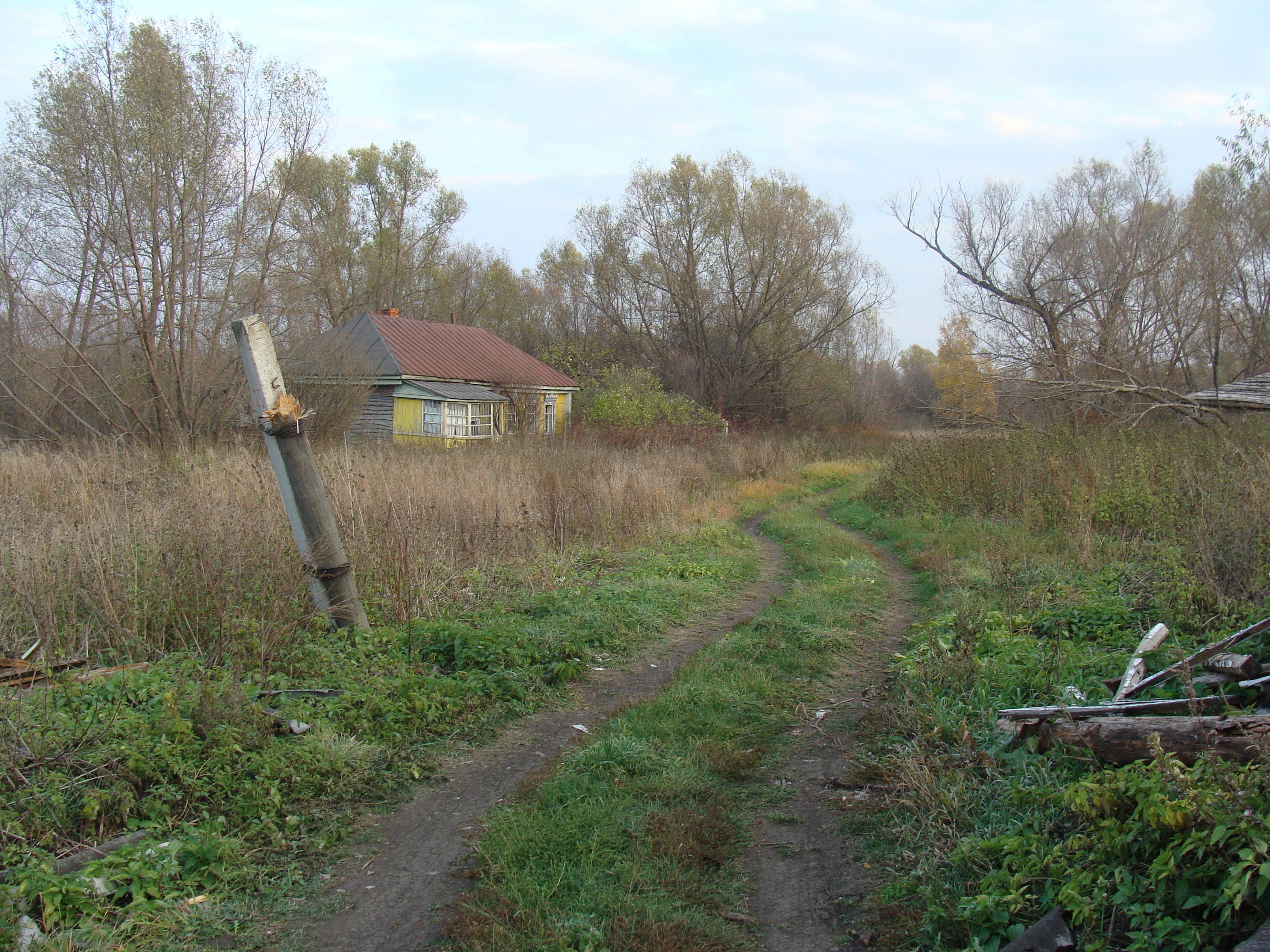
Село Кянда, октябрь 2014
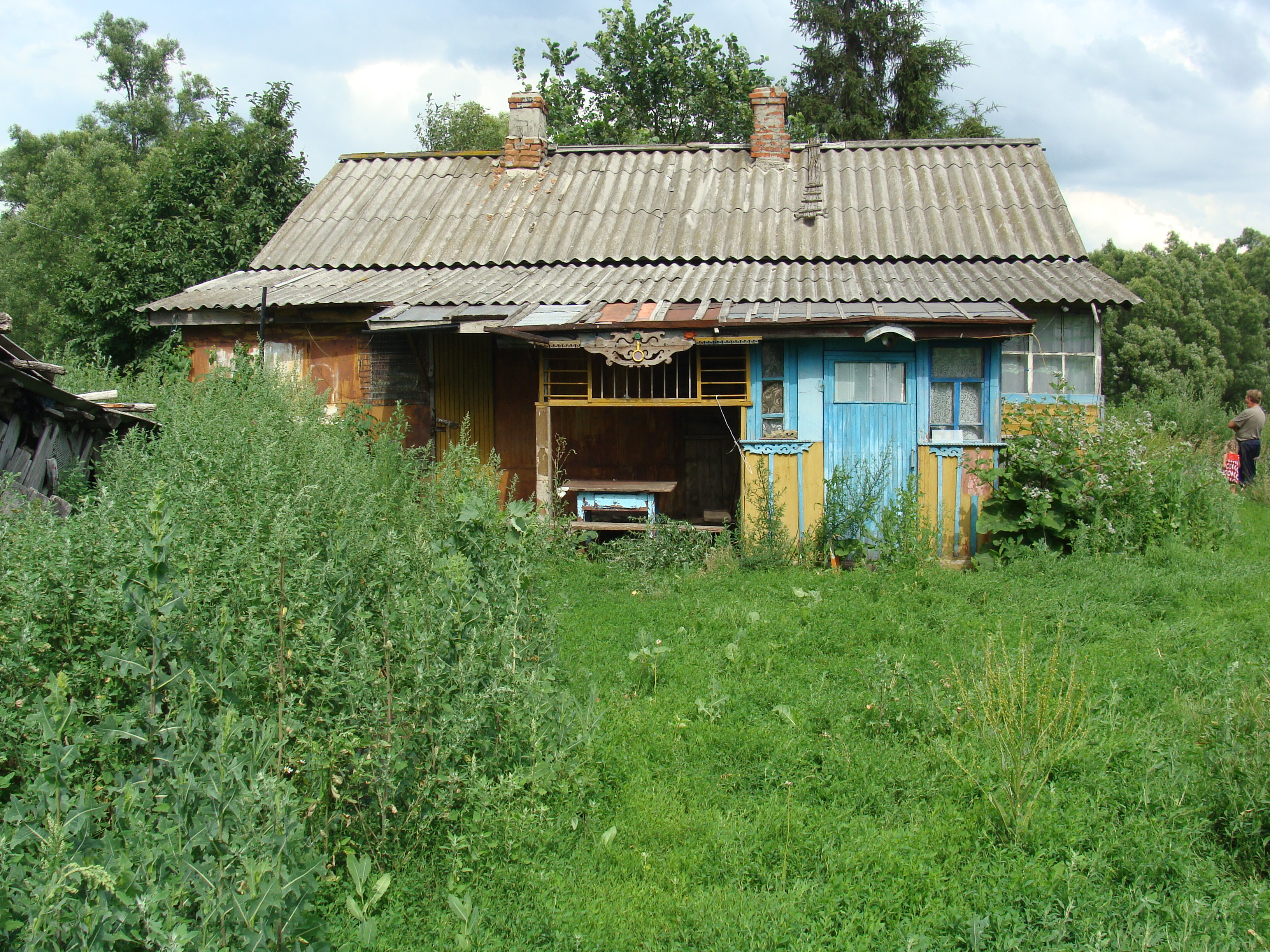
Село Кянда. Июль 2015 года